# Nemoura gemma
Nemoura gemma is een steenvlieg uit de familie beeksteenvliegen (Nemouridae). De wetenschappelijke naam van de soort is voor het eerst geldig gepubliceerd in 1998 door Ham & Lee.